# 克拉斯涅 (博布羅維齊亞區)
50°31′24″N 31°24′38″E / 50.52333°N 31.41056°E
克拉斯涅（烏克蘭語：Красне），是烏克蘭北部的村莊，隸屬切爾尼希夫州的尼任區。該村始建於1800年，面積0.48平方公里，海拔高度120米，2006年人口57，人口密度每平方公里118.8人。